# 稲元真理
稲元 真理（いなもと まり、女性:1974年10月10日 - ）は、埼玉県行田市出身のプロボクサーである。熊谷コサカボクシングジム所属。階級はバンタム級。3児の母親でもあり、長男である稲元純平は母と同じジムからプロボクサーデビューした。

## 来歴
アマチュアで全日本女子大会バンタム級2年連続準優勝。
2009年にプロ転向。デビュー戦では三好喜美佳相手にTKO負け。
第2戦以降、石川範子に唯一の黒星を付けるなど3連勝したが、カイ・ジョンソンとの2度目の対戦で敗戦。
2011年5月8日の石川との再戦で敗れ3連敗となり、負け越し。
2012年11月12日、つのだのりこと東洋太平洋女子スーパーフライ級王座決定戦を争うが、判定負け。

## 戦績
- アマチュアボクシング:9戦 6勝 5RSC 3敗
- プロボクシング:10戦 4勝 6敗

| 戦           | 日付           | 勝敗 | 時間    | 内容    | 対戦相手                    | 国籍 | 備考                               |
| ------------ | -------------- | ---- | ------- | ------- | --------------------------- | ---- | ---------------------------------- |
| 1            | 2009年4月9日   | 敗北 | 4R 0:29 | TKO     | 三好喜美佳(新田)            | 日本 | プロデビュー戦                     |
| 2            | 2009年6月26日  | 勝利 | 4R      | 判定2-0 | カイ・ジョンソン(竹原&畑山) | 日本 |                                    |
| 3            | 2009年12月9日  | 勝利 | 4R      | 判定3-0 | 石川範子(イマオカ)          | 日本 |                                    |
| 4            | 2010年5月17日  | 勝利 | 4R      | 判定3-0 | 藤本奈月(セレス)            | 日本 |                                    |
| 5            | 2010年9月24日  | 敗北 | 4R      | 判定1-2 | カイ・ジョンソン(竹原&畑山) | 日本 |                                    |
| 6            | 2010年12月5日  | 敗北 | 4R      | 判定0-2 | 川西友子(大阪帝拳)          | 日本 |                                    |
| 7            | 2011年5月8日   | 敗北 | 6R      | 判定1-2 | 石川範子(イマオカ)          | 日本 |                                    |
| 8            | 2011年8月28日  | 勝利 | 6R      | 判定3-0 | ヨクファー・シットクルシン  | タイ |                                    |
| 9            | 2012年3月12日  | 敗北 | 6R      | 判定    | 三好喜美佳(川崎新田)        | 日本 |                                    |
| 10           | 2012年11月12日 | 敗北 | 8R      | 判定    | つのだのりこ(白井・具志堅)  | 日本 | OPBF女子スーパーフライ級王座決定戦 |
| テンプレート |                |      |         |         |                             |      |                                    |